# Celosia recurva
Celosia recurva är en amarantväxtart som beskrevs av William John Burchell. Celosia recurva ingår i släktet celosior, och familjen amarantväxter. Inga underarter finns listade i Catalogue of Life.